# Ataenius cartwrighti
Ataenius cartwrighti är en skalbaggsart som beskrevs av Fortuné Chalumeau och Leopold F. Gruner 1974. Ataenius cartwrighti ingår i släktet Ataenius och familjen Aphodiidae. Inga underarter finns listade.